# Де Ланге, Николас
Николаас Йоханнес Стейн де Ланге  (англ. Nicolaas Johannes Steyn De Lange; 23 августа 2001) — южно-африканский борец вольного стиля, призёр  чемпионатов Африки и Игр Содружества.

## Карьера
Является чемпионом Африки среди юниоров 2019 и 2020 годов. В августе 2021 года на юниорском чемпионате мира в Уфе он завоевал бронзовую медаль. В мае 2022 года в марокканской Эль-Джадиде в финале чемпионата Африки уступил Мостафе Эльдерсу из Египта. В начале августа 2022 года в Бирмингеме, уступив в финале Нишану Рандаве из Канады, он занял второе место на Играх Содружества 2022. В мае 2023 года в тунисском Хаммамете он стал бронзовым призёром чемпионата Африки. В сентябре 2023 года на чемпионате мира в Белграде в 1/16 финала уступил россиянину Абдулрашиду Садулаеву и занял 29 место. В марте 2024 в Александрии на квалификационном турнире Африки и Океании ему удалось завоевать лицензию на Олимпийские игры в Париже.